# Année internationale de la santé des végétaux

Pièce commémorative belge de 2 euros émise en 2020.

Les Nations unies ont proclamé 2020 « Année internationale de la santé des végétaux » (AISV). Le but de l'AISV est de sensibiliser le monde sur l'intérêt de la protection de la santé des cultures pour aider à éliminer la faim, réduire la pauvreté, protéger l'environnement et stimuler le développement économique.

## Année internationale de la santé des végétaux
Le 20 décembre 2018, l'Assemblée générale des Nations unies dans sa résolution 73/252 a décidé de déclarer l'année 2020 « Année internationale de la santé des végétaux »

« Protéger les plantes, protéger la vie
Les plantes sont la source de l'air que nous respirons et de la plupart des aliments que nous mangeons, mais souvent nous ne pensons pas à préserver leur santé. Cela peut avoir des conséquences dévastatrices. La FAO estime que chaque année jusqu'à 40 % des cultures vivrières sont perdues à cause des ravageurs et des maladies des plantes. Cela laisse des millions de personnes sans nourriture suffisante et nuit gravement à l'agriculture, activité qui est la principale source de revenus des communautés rurales pauvres.
La santé des végétaux est de plus en plus menacée. Le changement climatique et les activités humaines ont modifié les écosystèmes, réduisant la biodiversité et créant  de nouvelles niches écologiques où les ravageurs peuvent se développer . Dans le même temps, le  commerce et les voyages internationaux ont triplé en volume au cours de la dernière décennie et peuvent contribuer à la propagation rapide des ravageurs et des maladies dans le monde entier, endommageant considérablement les plantes indigènes et l'environnement.
La protection des cultures contre les ravageurs et les maladies est beaucoup plus rentable que la gestion des urgences phytosanitaires à grande échelle. Les ravageurs et les maladies des plantes sont souvent impossibles à éradiquer une fois qu'ils sont établis, et leur gestion prend du temps et coûte cher. La prévention est essentielle pour éviter les effets dévastateurs des ravageurs et des maladies sur l'agriculture, les moyens de subsistance et la sécurité alimentaire, et nombre d'entre nous ont un rôle à jouer. »

— Organisation des Nations unies